# 建筑摄影
建筑照片，如文字所述为拍摄建筑物的照片。

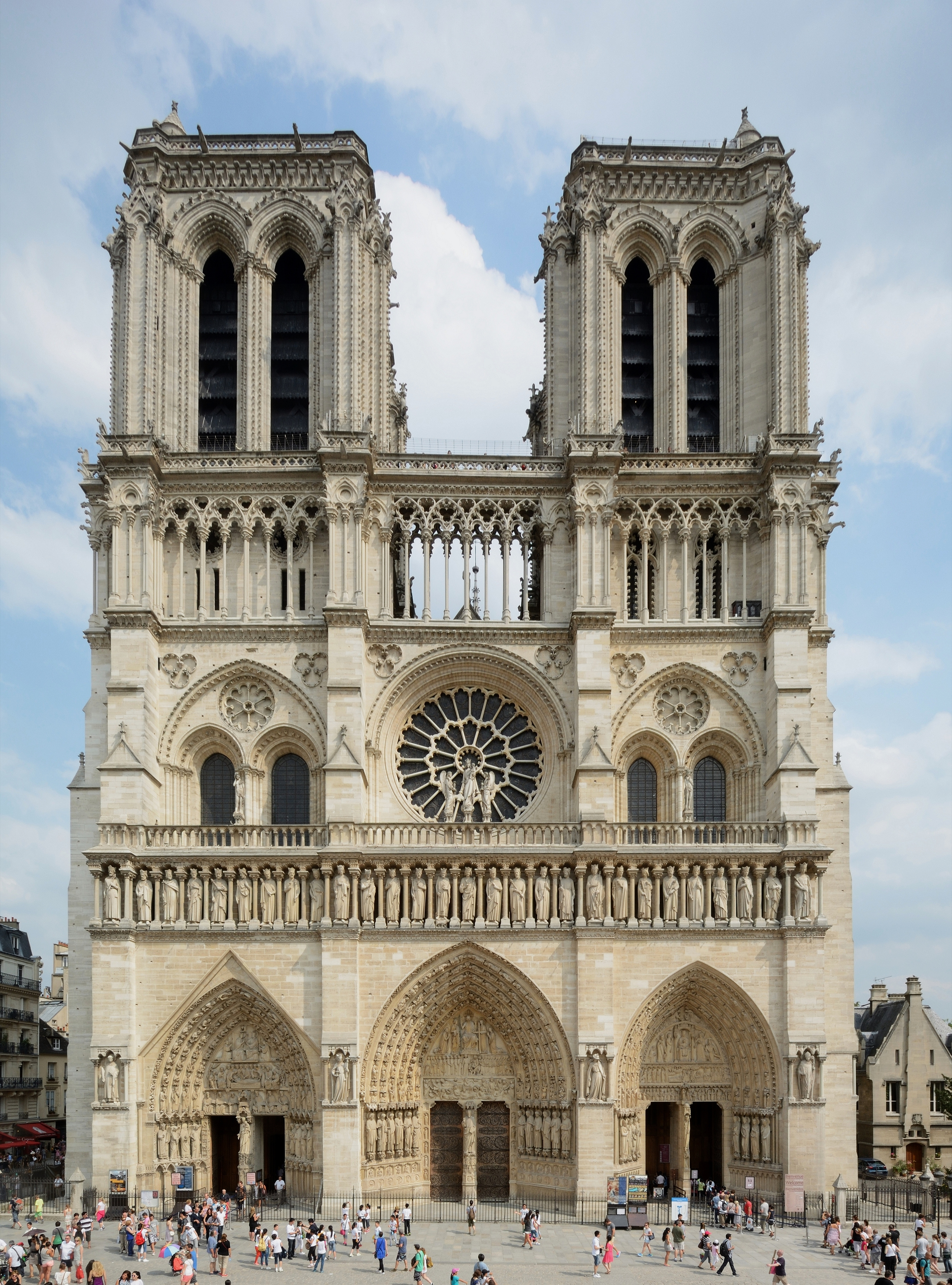
巴黎聖母院

建筑物作为风景以及都市的一部分被捕捉的摄影作品也被称作风景照片或都市照片，以建筑物的机能作为视点而摄影的也被称作科学照片。然而，作为纯粹意义上的建筑照片是以像观者传达建筑物的设计为目的。
手法上，一般采取直接摄影，然而在不以忠实传达作为目的时，亦采用画意摄影。然而，即便一眼看去像是直接摄影，也未必是采取了该建筑物的正确观看法而拍摄。例如，作为构图，对建筑物的外观采取二点透视法，内观采取一点透视法，换言之，因喜好偏静或偏说明风格的照片会采取变焦的手段来修正垂直方向的透视的例子有很多。另外，设法消除进入画面的人物、电线杆、电线等作业的例子也很多。更甚者，即便在公共设施的地方，在人物极度少或者完全没有的状态下摄影的例子也很多。这虽是作为工事设计图的工程师在设计时为了明确表现设计意图而采取的方法，但另外一方面这种建筑照片以其恣意性、僵硬化和墨守成规的表现而受到批评。

## 建筑照片的分类

### 以摄影目的分类
建筑照片以其拍摄目的可以分为两大类。
- 历史遗产、建筑师等以建筑物本身作为艺术作品而被捕捉的照片。
- 竣工画册或者广告宣传为目的而拍摄的商业照片。

### 以摄影地点分类
建筑照片可以其摄影地点进行分类。
- 鸟瞰照片 从周围的高建筑物或者飞机上航拍。展示在地面不可能拍摄到的居民小区、建筑物、以及周围的环境。
- 外观照片 展示建筑物外立面的全部设计。
- 内观照片 展示建筑物的内部空间。

另外，还有拍摄建筑物细节的特写的照片。

### 以时间带分类
另外，也可以拍摄的时间带进行分类。
- 昼景 展示白天的状况（主要为建筑物外观）。
- 夜景 展示照明等状况。
- 薄暮 展示日落前后的状况。

因在昼景建筑物的内部以及夜景建筑物的外观不能很好的被拍摄，有专门拍摄外观和照明两方面都可以得到良好记录的薄暮时间带的情况。

## 主要建筑摄影师
说到日本著名的建筑摄影师不能不提到二川幸夫。他不仅自己发行了建筑杂志“GA”并发表照片，还在杂志上进行活跃的建筑批评，在建筑媒体界占有重要位置。另外，他也经营专业建筑画廊和专业建筑书店。
一般来说其他领域的摄影师拍摄建筑照片的很少，近年来篠山紀信、ホンマタカシ等摄影师涉足建筑摄影的案例也存在，这也被认为是如前所述要求从僵化的建筑摄影托利多结果。

### 日本的建筑摄影师
- 渡辺義雄　日本建筑摄影师第一人，获得日本首个文化功劳奖的摄影师。设立建築写真家集団(后来的日本建築写真家協会)
- 二川幸夫　“GA‘杂志发行人，在東京千駄ヶ谷经营GA Gallery、GA Bookshop。
- 田岡信樹　一般社団法人日本建築プロデュース協会代表理事、デジタルフォトグラファー第一人。作为建筑摄影师开办首个WEB个展。
- 高井　潔　日本建築写真家協会代表　著有摄影集《民家〈上〉／〈下〉》（淡交社 2002年）。